# Юридический статус жестовых языков
Юридический статус жестовых языков — один из главных вопросов, стоящих перед членами сообщества глухих. Нет единой практики по приданию жестовым языкам юридического статуса, и это происходит в каждой стране индивидуально. В некоторых странах жестовый язык имеет статус государственного (новозеландский жестовый язык), в других он обладает особым статусом в образовании, в третьих не имеет никакой государственной поддержки. Некоторые исследователи считают, что жестовые языки должны рассматриваться не только как способ общения слабослышащих, но и как полноценный способ общения.
Зачастую даже определение количества носителей жестовых языков затруднено, так как при переписи не задают вопроса о владении жестовыми языками.
Первой страной, официально признавшей жестовый язык и внёсшей его в конституцию, является Уганда.
Следует отметить, что любые попытки унификации или очистки жестовых языков, предпринимаемые государством, переводчиками или любыми другими людьми и организациями, нарушают как права глухих, так и некоторые юридические акты, включая Конвенцию о правах инвалидов ООН.

## Статус жестовых языков в мире

### Австралия

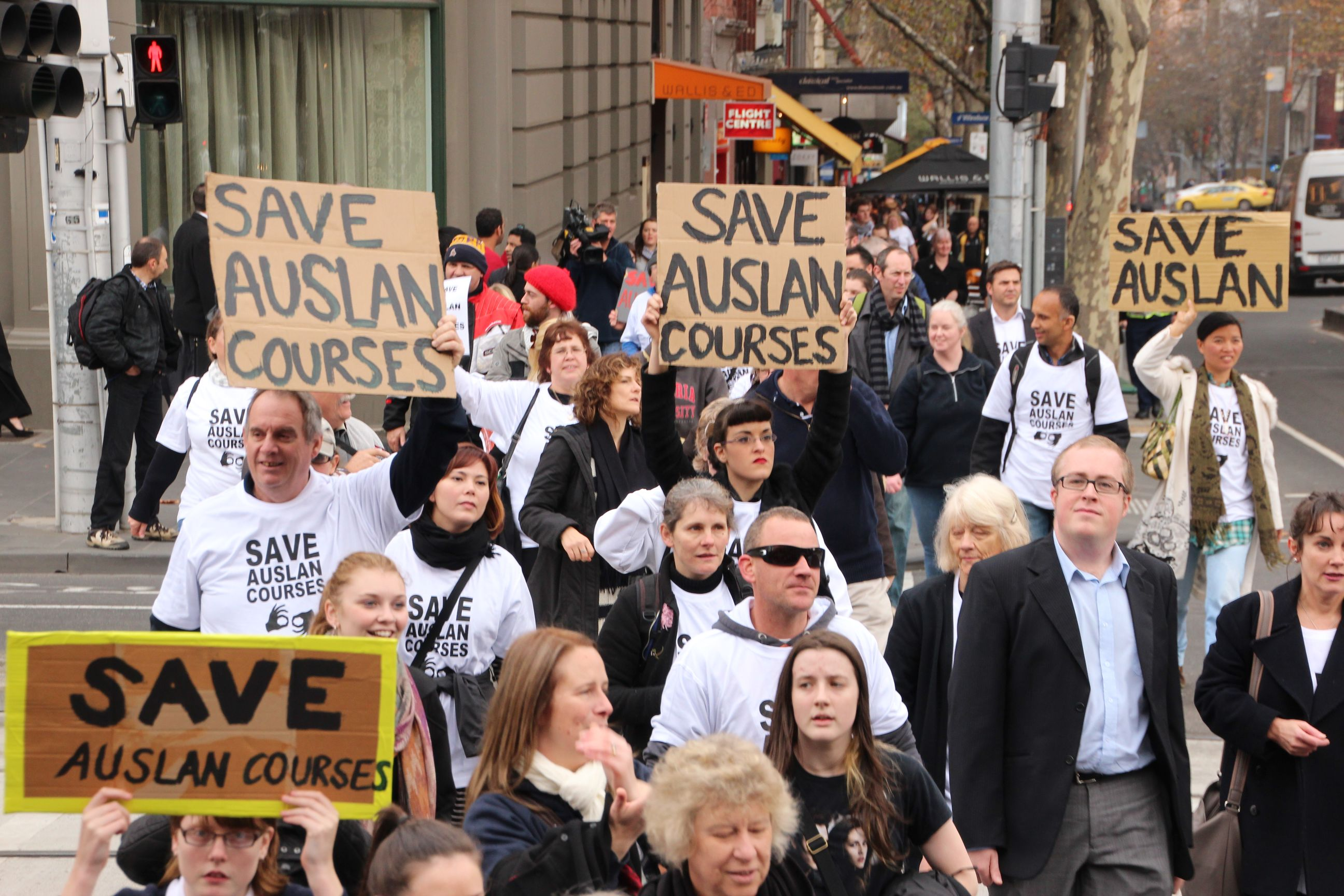
Протесты против закрытия специальности переводчика жестового языка в 2012 году

Ауслан был официально признан правительством Австралии «региональным языком» и предпочтительным средством общения глухих в программных заявлениях 1987 и 1991 года (законов, защищающих ауслан, нет). Заявления не означали начала предоставления услуг на ауслане, однако с тех пор они становятся всё более распространёнными. В стране действуют антидискриминационные законы, имеются особые государственные услуги глухим, а местный комитет глухих тесно работает с правительством, в том числе в части юридического закрепления статуса жестового языка.
Создан словарь ауслана. Количество считающих жестовый язык родным равно количеству глухих в стране — 16 000. Глухие-жестовики могут относительно свободно получать высшее образование даже несмотря на недостаточную доступность жестового перевода, образование совместное на всех уровнях. Государство оплачивает услуги переводчиков для посещения врачей, полиции и суда; в первый год работы глухим оплачивают 100 % услуг переводчика на рабочем месте. Работает австралийское объединение переводчиков ауслана. Вместо перевода на ауслан у большинства телепередач имеются субтитры. Существует диплом переводчика жестового языка.

### Беларусь
Жестовый язык был признан средством коммуникации неслышащих в 1991 году. В 2011 году профессия переводчика жестового языка была внесена в квалификационный справочник. Диплом преподавателя-переводчика жестового языка с 2013 года можно получить в БГПУ имени Максима Танка (срок обучения 22 месяца).

### Бразилия
Бразильский жестовый язык признаётся с 2002 года, с 2005 года курс жестового языка обязателен для прохождения студентам-педагогам и логопедам. Образовательные учреждения должны давать инклюзивное образование по конституции, а учреждения здравоохранения — предоставлять услуги перевода глухим людям. В образовании после 1994 года преимущественно оралистский подход сменён обучением на жестовом языке.

### Великобритания

#### Англия, Шотландия, Уэльс
Правительство Великобритании признало британский жестовый язык на государственном уровне в 2003 году. Законопроект о поддержке БЖЯ прошёл первое чтение в Палате общин 19 июня 2013 года. Законопроект предусматривает создание Совета по британскому жестовому языку (англ. British Sign Language Board) и уравнивание жестового языка в правах с валлийским и ирландским.
В сентябре 2013 года партия либеральных демократов проголосовала за включение в свою программу требований о признании БЖЯ официальным языком и его охране.

#### Северная Ирландия
В Северной Ирландии Министерством по делам Северной Ирландии официальными языками приняты британский и ирландский жестовые языки (но не северноирландский жестовый язык), однако их статус ниже, чем у официальных язык меньшинств, ирландского и ольстерско-шотландского.

### Венесуэла
Венесуэльский жестовый язык был внесён в конституцию Венесуэлы в 1999 году.
Несмотря на то, что ВЖЯ используется в школах с 1930-х годов, сейчас преподаваемый вариант сильно отличается от используемого глухими. При посещении вузов глухим выделяют переводчика жестового языка. Работает национальная программа билингвального обучения. Полицейские и пожарные могут пройти курс ВЖЯ.

### Грузия
Грузия критикуется глухими за отсутствие внимания к жестовому языку: например, бюджетные средства тратят на установку глухим кохлеарных имплантатов, а переводчики средств от государства почти не получают. Сурдопереводом снабжается утренний выпуск новостей на канале GPB с понедельника по пятницу.

### Зимбабве
Различные зимбабвийские жестовые языки были включены в конституцию в 2013 году под общим названием «жестовый язык».
С 1980-х годов правительство стандартизирует и координирует обучение учителей жестовым языкам; циркуляр министерства образования и культуры ввёл совместное обучение глухих и слышащих детей и уничтожил различия в программах обучения. С 1986 года учителя глухих детей имеют возможность получения диплома бакалавра, а с 1994 года — специалиста.

### Исландия
Исландский жестовый язык официально признан и преподавание на нём разрешено в 2004 году. В 2011 году он был признан языком меньшинства и языком глухих на государственном уровне.

### Казахстан
В Казахстане исполнительные органы, уполномоченные акиматом района, в год оплачивает 60 часов работы переводчика жестового языка инвалидам по слуху. Новостные передачи на государственных каналах должны снабжаться субтитрами.

### Канада
В 14-й части Канадской хартии прав и свобод указано, что ответчику в суде, если он не понимает языка судопроизводства, должен быть назначен переводчик, в том числе таким может быть переводчик жестового языка.
В нескольких провинциях (Манитобе, Альберте, Онтарио) амслен официально признан языком меньшинства. В Онтарио помимо этого разрешено учить глухих детей на амслене и франко-канадском жестовом языке. В последние годы из-за распространения билингвального обучения и из-за ранней установки детям кохлеарных имплантатов количество детей, которым преподают на жестовых языках, уменьшилось.
Период вопросов в Палате общин переводят на амслен и ФКЖЯ.

### Кения
В 2010 году в Кении была принята новая редакция Конституции. Посвящённый языкам страны раздел гарантирует государственную поддержку как языкам коренного населения, так и кенийскому жестовому языку, Шрифту Брайля и другим системам коммуникации между людьми с ограниченными способностями. Кроме того, кенийский жестовый язык вместе с суахили и английским языком получил статус официального языка Парламента Кении.

### Непал
Непальский жестовый язык официально не признан в качестве родного языка глухих непальцев, однако имеется словарь. Местная организация глухих ведёт работу в этом направлении; уже действуют законы против дискриминации инвалидов (включая глухих), а воскресные новостные передачи снабжаются переводом на жестовый язык. Вместе с тем, государство не предоставляет никаких услуг и материальной помощи глухим, а они сами не посещают учреждения высшего образования (либо из-за недостаточного уровня образования, либо по финансовым причинам). В результате этого глухим сложно найти работу и всего 250 из 192 000 трудоустроены. Двуязычного обучения нет, учащимся не предоставляют переводчиков. Диплом переводчика жестового языка не выдаёт ни один университет; заказать услуги государственного переводчика нельзя.

### Новая Зеландия
Новозеландский жестовый язык стал третьим государственным языком в апреле 2006 года. С тех пор глухим полностью оплачивают стоимость слуховых аппаратов, визитов к сурдологу, оплачивают часть стоимости дополнительного оборудования (виброчасов и проч.), выделяют около 100 долларов на оплату батареек для слуховых аппаратов и предоставляют другие услуги.
На телевидении часть программ (около 25 %) идёт с субтитрами. Оклендский технологический университет позволяет получить диплом переводчика жестового языка. В парламенте страны с 2011 года работает глухая Моджо Мэтерс, которой предоставили переводчика.

### Норвегия
В Норвегии жестовый язык впервые был явно отнесён к естественным языкам человеческого общения в 1984 году. Документ, посвящённый обучению лиц с особенностями психофизического развития, утверждал, что новая точка зрения на жестовые языки как на полноценные средства коммуникации должна была быть отражена в образовательном процессе. В частности, предлагалось определить, каким образом к обучению неслышащих детей будут подключены взрослые с особенностями слуха. Публикация документа, однако, не привела к существенным реформам в функционировании жестового языка. В 1990 году представители Норвежской Ассоциации глухих обратились к министерству образованию с предложением законодательно утвердить статус жестового языка. В 1991 году в Парламенте Норвегии был поднят вопрос об официальном признании норвежского жестового языка в качестве языка одного из меньшинств Норвегии. А в 1997 году норвежский жестовый язык был косвенно упомянут в Акте об образовании и в Акте о национальном страховании. Документ о страховании постулировал право лиц с нарушениями слуха на услуги сурдоперевода.
Акт об образовании позволял учащимся, для которых язык жестов являлся первым языком, получить начальное и неполное среднее образование с помощью жестового языка. После поправок 1999 года на жестовом языке гарантировалось также получение полного среднего образования.
С 1996 года родителям глухих детей бесплатно предоставляется 40 недель обучения жестовому языку с полным покрытием затрат на проживание, путь до места обучения, а также возмещающий связанные с обучением материальные потери.
В 2008 году был принят официальный документ, который признал норвежский жестовый язык одним из коренных норвежских языков наряду с норвежским, саамским и квенским. Поддержка и развитие норвежского жестового языка были включены в обязанности Языкового совета Норвегии.

### Россия
Русский жестовый язык был признан «языком общения при наличии нарушений слуха и (или) речи, в том числе в сферах устного использования государственного языка» 18 декабря 2012 года после утверждения поправок к 14-й статье закона «О социальной защите инвалидов». На практике это означает, что госучреждения в России обязаны предоставлять инвалидам по слуху сурдопереводчика. Ощущается острая нехватка переводчиков: на 2003 год на одного переводчика в Москве приходилось 5000 глухих. Первое в стране отделение жестового перевода начало работу в 2013 году в Московском государственном лингвистическом университете.

### Северная Македония
Македонский жестовый язык признан «естественным способом общения людей»; его регулирует закон, позволяющий любому желающему его учить. Кроме того, закон защищает право каждого нуждающегося на переводчика жестового языка.

### США

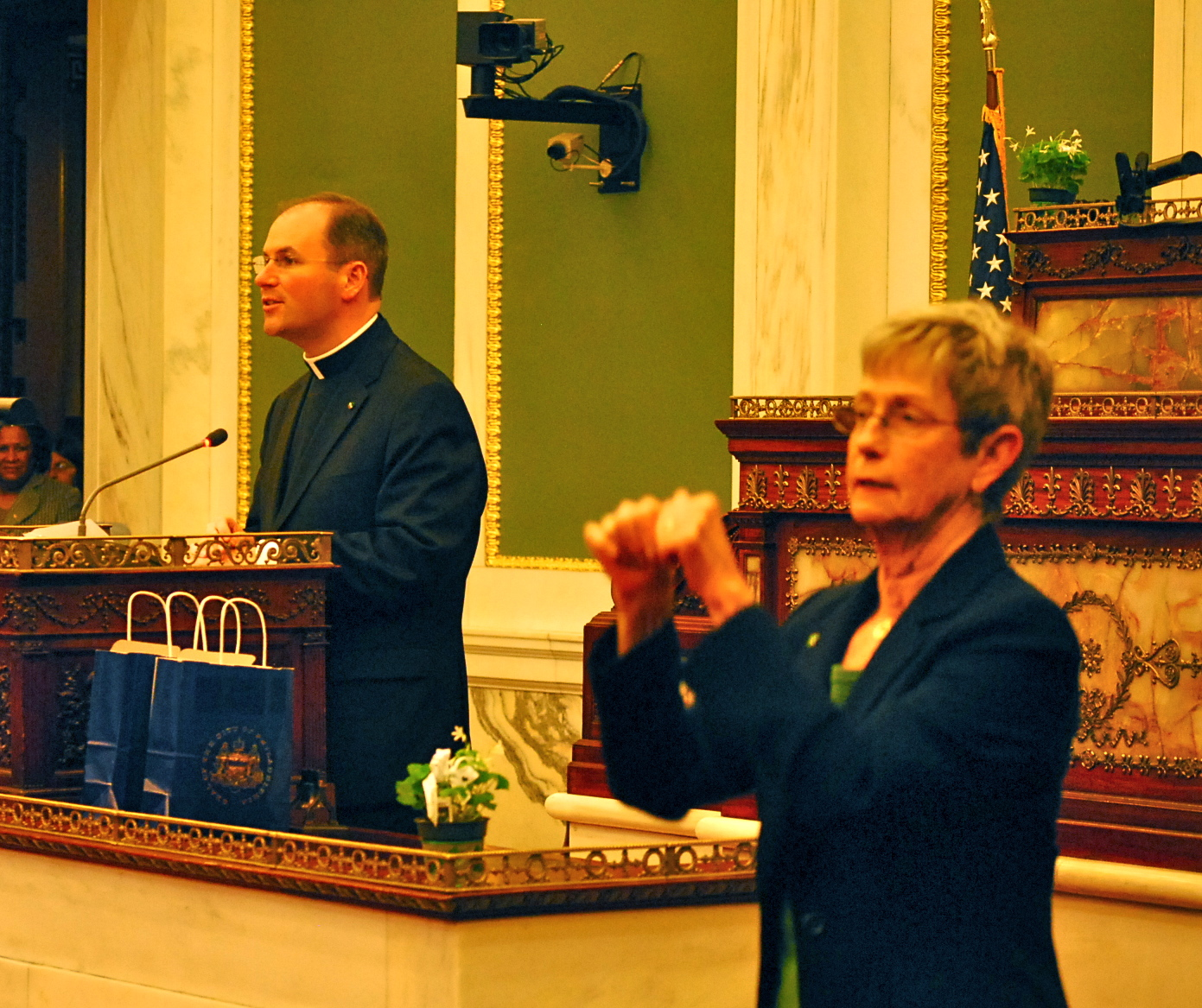
Перевод благословения перед днём святого Патрика на американский жестовый язык

Более 40 штатов распознают амслен как иностранный язык. Законы о реабилитации 1973 года и об инвалидах 1990 года запрещают дискриминацию, включая дискриминацию глухих. В рамках действия этого закона была создана инициатива о безбарьерной среде, благодаря которой несколько крупных учреждений здравоохранения бесплатно предоставляют глухим переводчиков. По закону об образовании для инвалидов государственные школы бесплатно предоставляют переводчиков нуждающимся детям, а также разрабатывают индивидуальные программы обучения для глухих детей.
Онлайн-петиция на сайте Белого дома за официальное признание амслена региональным языком и разрешение преподавать на нём набрала более 37 000 голосов и была прокомментирована представителями правительства.

### Таиланд
Тайский жестовый язык был признан «национальным языков глухих Таиланда» 17 августа 1999 года в резолюции, подписанной заместителем министра. Имеется запрет на дискриминацию глухих, государство предоставляет официальные документы на жестовом языке, студентам университетов бесплатно предоставляют переводчиков. Имеется организация переводчиков жестового языка.

### Уганда
8 октября 1995 года угандийский жестовый язык первым в мире был включён в конституцию страны.

### Украина
Статья 23 закона «Об основах социальной защищенности инвалидов на Украине» признаёт жестовый язык языком лиц с нарушениями слуха, средством общения и обучения, а также предоставляет жестовому языку защиту государством. Учреждения социальной защиты, правоохранительные органы, органы пожарной безопасности, аварийно-спасательные службы, учреждения здравоохранения, учебные заведения обязаны обеспечивать возможность коммуникации глухих. Также, закон обязывает все телерадиоорганизации Украины адаптировать под нужны глухих официальные сообщения, кино- и видеофильмы, передачи и программы путём субтитрования или жестового перевода.
В 2006 году на базе Института специальной педагогики Национальной Академии педагогических наук Украины создана Лаборатория жестового языка, научно-исследовательский центр изучения проблем теории и практики основ педагогического, лингвистического, психологического, психолингвистического изучения национального жестового языка, особенностей функционирования и использования жестового языка в условиях двуязычной среды.
Тем не менее, ощущается сильный недостаток переводчиков жестового языка: на одного переводчика в 2013 году приходилось около 150 глухих; в 2011 году количество адаптированных для глухих телепрограмм составил 5460 часов, что почти на 50 % больше, чем в прошлом году, однако в пересчёте на сутки это лишь полчаса в день.

### Уругвай
В Уругвае отсутствует понятие «официального» языка, а уругвайский жестовый язык был признан естественным способом коммуникации глухих в 2001 году. Согласно закону 2008 года «Об образовании», УЖЯ считается родным языком уругвайских глухих.

### Чили
Чилийский жестовый язык признан естественным методом коммуникации глухих.

### Швейцария
В 1994 году Комитет по вопросам образования, науки и культуры внёс в парламент Швейцарии предложение о признании жестового языка, которое было поддержано парламентом. Несмотря на отсутствие официального статуса, французский, итальянский и швейцарский жестовые языки принимаются во внимание при составлении законопроектов и корректировке старых законов. К примеру, благодаря поправкам в закон об инвалидах, увеличившим сумму пенсии по инвалидности, глухие имеют возможность оплачивать услуги переводчиков, а принятый в 2002 году закон предпосывает увеличить роль жестового языка в обучении глухих.

### Эфиопия

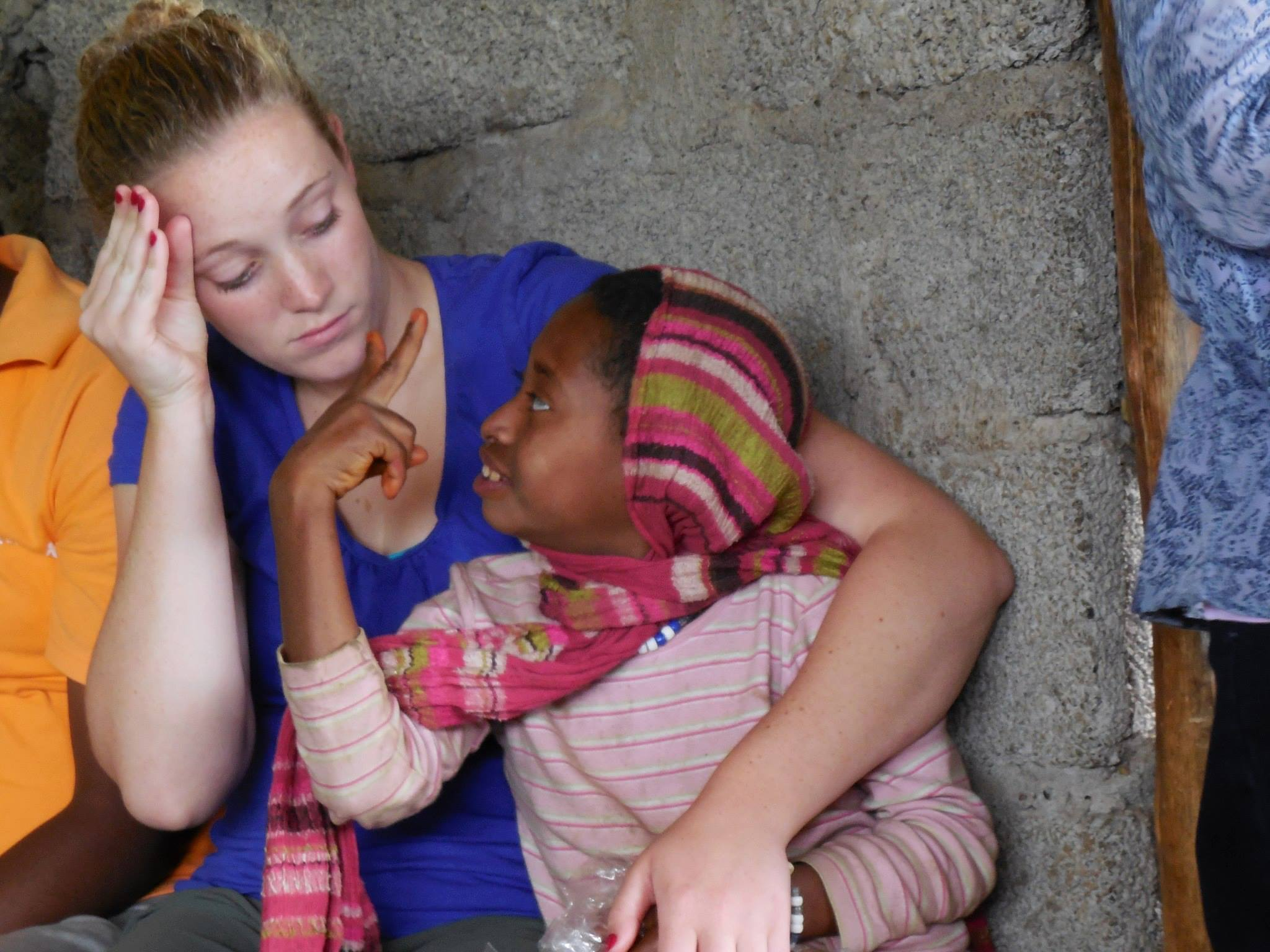
Преподавательница из колледжа Назарет говорит с эфиопской девочкой на жестовом языке

На государственном и региональном уровне жестовый язык не признан. Университет Аддис-Абебы разработал программу обучения студентов жестовому языку в связи с недостатком преподавателей. В 2008 году для обучения по ней в университет поступило 26 студентов.

### Южная Африка
Южноафриканский жестовый язык внесён в конституцию (назван там «жестовым языком»), в 2009 году уже рассматривалась возможность внесения ЮЖЯ в список официальных языков страны. Закон о школьном образовании 1996 года, однако, утверждает, что ЮЖЯ официально признан разрешённым для преподавания на нём в общеобразовательных школах.
19 июля 2023 года ЮАЖЯ стал 12-м официальным языком Южно-Африканской Республики.

### Япония
Японский жестовый язык имеет равный с японским языком статус, дискриминация глухих запрещена, ЯЖЯ защищён многочисленными законами. Глухим гарантировано право на переводчика. С 1989 года имеется государственная сертификация переводчиков жестового языка.

### Европейский союз
Европарламент принял первую резолюцию по жестовым языкам (англ. European Parliament Resolution on Sign Languages for Deaf People) 17 июня 1988 года. В резолюции отмечается важность придания профессии переводчика жестового языка официального статуса и обязательность наличия обучающих курсов, позволяющих получить эту профессию. Европарламент рекомендовал телекомпаниям снабжать новостные и прочие программы субтитрами или параллельным переводом на жестовый язык. Государствам-членам Евросоюза предлагалось удостовериться, что вся действительная информация о социальных пособиях, здравоохранении и трудовой деятельности имеет видеоверсию на жестовом языке. Кроме того резолюция должна была ускорить и подстегнуть исследование местных жестовых языков и создание словарей. Особо отмечено, что глухие и слабослышащие должны быть вовлечены в создание законов на национальном и местном уровне.
Вторая резолюция, принятая в том же году, англ. European Parliament Resolution on Sign Languages, содержала предложения по приданию жестовым языкам статуса признанных языков глухих и слабослышащих и снова упоминается обязательность субтитров на телевидении. Каждый жестовый язык Европы, согласно резолюции, имеет собственную культурную идентичность.
Европейская хартия региональных языков, принятая в 1992 году, призвана защитить и поощрить не только звучащие языки, но и жестовые.
Фленсбургские рекомендации по введению мер, посвящённых региональным языкам и языкам меньшинств (англ. Flensburg Recommendations on the Implementation of Policy Measures for Regional or Minority Languages) 2000 года и сопутствующая конференция фокусировались не на конкретных списках мер по охране языков, а на том, ка́к государства могут добиться соблюдения эффективных экономически, действенных и демократических мер, защищающих языки меньшинств. Было дано поручение о распознавании также и жестовых языков.
В следующем году Парламентская ассамблея выпустила рекомендации по правам нацменьшинств. В её восьмом пункте указано, что жестовые языки Европы следует защищать в той же мере, что и звучащие. Комитет министров Совета Европы 15 февраля 2001 года обратился к Комитету по реабилитации и интеграции инвалидов (англ. Committee on the Rehabilitation and Integration of People with disabilities) за разъяснениями, и он постановил, что жестовые языки соответствуют критериям, указанным в Европейской Хартии («языки меньшинств, отличающиеся от языка остального населения, но не ассоциированные с конкретной территорией»). Комиссия заключила, что жестовые языки и их носители нуждаются в особой защите, а также рекомендовала Совету Европы разработать юридические инструменты для охраны жестовых языков и прав их носителей; некоторые делегации выразили желание подписания отдельного протокола по жестовым языкам в рамках Хартии.
1 апреля 2003 года Парламентская ассамблея Совета Европы утвердила рекомендацию № 1598 по защите жестовых языков в государствах-членах Совета Европы (англ. Parliamentary Assembly Recommendation 1598 (2003) on the protection of sign languages in the member states of the Council of Europe). Там сообщалось, что Ассамблея считает жестовые языки частью лингвистического и культурного наследия Европы, так как они являются полноценным способом общения для глухих, и соглашается тем, что официальное признание жестовых языков поможет глухим людям интегрироваться в общество и получить доступ к образованию, работе и правосудию. Комитет министров получил рекомендации по созданию юридического инструмента для защиты прав носителей жестовых языков, причём перед его созданием Ассамблея советовала проконсультироваться с экспертами и представителями глухого сообщества. Помимо этого, Ассамблея снова подняла вопрос о подписании дополнительного протокола по жестовым языкам к Языковой Хартии. Комиссия по реабилитации и интеграции инвалидов положительно оценила рекомендацию № 1598.

#### Австрия
Австрийский жестовый язык (Österreichische Gebärdensprache, ÖGS) был признан парламентом страны в 2005 году; в конституцию добавили новый параграф, гласящий, что АЖЯ — признанный независимый язык. Государство поощряет глухих, к примеру, не взимая платы с владельцев специальных телефонов для слабослышащих и субсидируя технические средства, помогающие им, а также оплачивая стоимость услуг переводчиков с жестовых языков, если они требуются для некоторых важных целей.

#### Бельгия

##### Франкоязычная Бельгия
Парламент франкоязычной Бельгии признал франко-бельгийский жестовый язык в декрете от 22 октября 2003 года, опубликованном в газете Moniteur. Он также создавал консультативный совет по жестовым языкам, который бы имел возможность обращаться в правительство. Франко-бельгийский жестовый язык был признан разрешённым для преподавания на нём в школах, в некоторых школах всем детям предлагают курс обучения жестовому языку. Глухие могут раз в год обратиться в некоммерческую службу аккредитованного перевода франко-бельгийского жестового языка Info-sourds и получить до 30 бесплатных купонов, каждый из которых может оплатить час перевода.
Валлонская служба переводчиков для глухих (фр. Service d’Interprétation pour Sourds de Wallonie) (некоммерческая организация, основанная в 1999 году, но всё ещё не получившая государственную аккредитацию на 2005 год) бесплатно выполняет запросы на перевод от частных лиц и платно от бизнес — всего около 1200 запросов в год.
В школах перевод на жестовый язык осуществляет министерство здравоохранения, а не министерство образования; при этом обязательным считается предварительное обучение чтению по губам. Половина популярных программ на ТВ снабжается субтитрами; меньшая часть — переводом на жестовый язык. Курсы жестового языка очень популярны и ощущается недостаток преподавателей.

##### Фландрия
Фламандский жестовый язык был признан парламентом Фландрии в 2006 году. До этого, в 1997, когда фламандская комиссия принимала участие в Проекте по жестовым языкам для Европейского объединения глухих (англ. Sign Languages Project of the
European Union of the Deaf in 1997) и привлекла к обсуждению нескольких экспертов, в том числе носителей, лингвистов, образовательные учреждения и тому подобных. По окончании проекта Fevlado (ассоциация фламандских организаций глухих) открыла Центр фламандского жестового языка, где исследовательская работа была продолжена.
Благодаря лоббированию со стороны Fevlado и Бюро переводчиков жестового языка Фландрии был принят закон, согласно которому все услуги переводчиков глухим оплачивает государство.

##### Немецкоязычное сообщество Бельгии
В немецкоязычном сообществе Бельгии у жестового языка нет статуса признанного; государство не прикладывает никаких усилий к тому, чтобы поощрить компании делать информацию и медиа доступными для глухих. SISW предоставляет услуги перевода для владеющих франко-бельгийским и немецким жестовым языком. При оплате отделением социальной защиты глухих субсидируется до 80 % стоимости перевода.

#### Германия
С 1989 года Ассоциация глухих Германии при поддержке университетов страны (в особенности — Института жестовых языков Гамбургского университета) занималась вопросом признания немецкого жестового языка. НЖЯ был признан принятием закона об инвалидах 2002 года. Глухие могут бесплатно получить переводчика жестового языка для общения с правительством, однако количество переводчиков чрезвычайно мало.

#### Греция
В Греции жестовый язык признан языком общения глухих и слабослышащих законом от 2000 года.

#### Дания
Датские глухие имели право на бесплатного переводчика датского жестового языка в период действия программы 2000—2003 годов; программа распространялась на посещения врачей, юристов, страховых компаний, вечерних курсов, на культурных мероприятиях, встречи с профсоюзом на работе и другие события. После его окончания в индивидуальном порядке возможно бесплатно получить перевод при посещении врача.
В 2000 году принят закон об обязательном учёте нужд инвалидов для общественного телевидения, и отныне датские телепередачи должны снабжаться субтитрами. Институт кинематографии при министерстве культуры выделяет субсидии для снабжения фильмов субтитрами.
С 2014 года датский жестовый язык признан на официальном уровне: датский Парламент принял акт, согласно которому учреждался Совет по датскому жестовому языку, обеспечивающий функционирование и развитие этого языка.

#### Ирландия
На государственном уровне ирландский жестовый язык не признан, хотя имеется движение, целью которого является признание его третьим государственным языком; это означает внесение поправок в конституцию и референдум.
Закон об образовании 1998 года узаконил обучение глухих детей на ирландском жестовом языке «или другом жестовом языке». Всех учителей, работающих в школах для глухих, обучают ИЖЯ; в некоторых школах глухие работают переводчиками и помогают глухим детям, которым преподают слышащие учителя. Студентам вузов при необходимости предоставляют переводчиков жестового языка.

#### Испания
28 июня 2007 года испанский и каталанский жестовые языки были признаны испанским парламентом официальными языками страны. В некоторых автономных сообществах (Каталонии, Андалусии и Валенсии) жестовый язык признан языком общения глухих, в других статус жестовых языков не подтверждён, а сервис предоставления переводчиков ЖЯ не оказывается или оказывается в минимальном объёме.
В Каталонии местное законодательство защищает каталанский жестовый язык и гарантирует его наличие в образовании и средствах массовой информации с 1994 года, лишь в 2006 году его статус был оформлен официально. Аналогична ситуация в Андалусии, там подобный закон о защите действует с 1998 года. В Валенсии в 2006 году глухие официально получили право использовать «жестовый язык» (под этим словосочетанием подразумевается либо ИЖЯ, либо его местный валенсийский диалект).
В 2002 году правительство заключило соглашение о сотрудничестве с Федерацией глухих Испании, в рамках которого с 2002 по 2004 год государство оплатило 62 % стоимости жестового перевода. В 2003 году был принят закон о равных возможностях, в тексте которого указано, что государство берёт на себя обязанности по предоставлению глухим возможности изучать и использовать жестовый язык.

#### Италия
В парламент было внесено четыре законопроекта (под номерами 4000, 5556, 3083 и 6637), принятие которых будет означать признание за глухими права полноценно использовать итальянский жестовый язык. В Италии по закону учреждения высшего образования за собственные средства должны предоставлять переводчика жестового языка студентам при необходимости. Несмотря на то, что по закону государственные телеканалы должны предоставлять услуги инвалидам, лишь около 20 % передач снабжают субтитрами.

#### Кипр
В 1999 году Министерство образования и культуры Кипра приняло программное заявление о совместном обучении детей-инвалидов с обычными детьми, в результате чего подавляющее большинство глухих детей посещает общеобразовательные школы. Переход с орального подхода к обучению на жестовый ещё не завершён, учителей, владеющих жестовым языком, недостаточно.
Глухим предоставляются переводчики для посещения суда. Организации глухих общаются с правительством и обговаривают вопрос признания кипрского жестового языка на государственном уровне, несмотря на то, что он с языковой точки зрения не полностью сформировался; его развитие идёт на основе амслена и греческого жестового языка.

#### Латвия
В 1999 году в Латвии был принят Закон о языках (латыш. Valsts valodas likums), который утвердил государственную поддержку и развитие латышского жестового языка как средства коммуникации людей с нарушениями слуха.

#### Мальта
В марте 2016 года Парламент Мальты принял Акт о признании мальтийского жестового языка (мальт. Abbozz dwar ir-Rikonoxximent tal-Lingwa Maltija tas-Sinjali), в рамках которого мальтийский жестовый язык получил статус официального языка Мальты.

#### Нидерланды
Нидерландский жестовый язык официально не признан. В 1996 году был основан Нидерландский комитет жестового языка, который должен следить за свободой изучения нидерландского жестового языка и отсутствием дискриминации его носителей.

#### Португалия
В конституции Португалии указано, что государство обязано защищать и развивать португальский жестовый язык. Закон 1998 года обязал государственные каналы сопровождать передачи субтитрами, в результате чего бо́льшая часть программ содержит телетекст.

#### Словакия
Словацкий жестовый язык был признан законом 1995 года «О жестовой речи глухих».

#### Словения
В 2002 году был принят Закон о жестовом языке, признавший словенский жестовый язык. Согласно ему, 30 часов жестового перевода в год оплачивает государство; ученикам и студентам оплачивают 130 часов. Во время проведения устной части экзаменов вместе с глухим ребёнком присутствует переводчик. Работодатель обязан оплачивать переводчика глухому работнику.
После изменения законодательства в области образования преподавание глухим на жестовом языке станет обязательным.
В мае 2021 года был принят закон, который дополнил Конституции Словении информацией о статусе жестовых языков. Согласно поправке, словенский жестовый язык получил государственную поддержку. В районах, где статус регионального имеют итальянский и венгерский языки, поправка гарантировала функционирование итальянского жестового и венгерского жестового языков соответственно. Отдельно была упомянута поддержка языка слепоглухих людей. Таким образом, Словения стала первой в мире страной, в которой тактильный жестовый язык защищён на уровне Конституции.

#### Финляндия
Финским жестовым языком владеет около 5000 глухих и 10 000 слышащих. Он изучается Исследовательским центром национальных языков с 1984 года. В 1996 году был принят закон, обязавший Центр заниматься вопросами ФЖЯ. В следующем году открылся Совет по жестовому языку.
В 1995 году финский жестовый язык был внесён в конституцию, обновлённую в 1999 году вместе с отдельной главой против дискриминации по любому признаку. Согласно Закону об услугах и помощи инвалидам местные власти обязаны предоставлять глухим услуги по переводу жестового языка для удовлетворения ежедневных потребностей по крайней мере в 120 часов в год (слепоглухим — 240). В Законах о начальном и среднем обучении 1998 года было разрешено преподавать на ФЖЯ в начальных и средних школах по желанию учащегося. Старшеклассникам и студентам предоставляют переводчиков согласно текущему законодательству.
В 1998 году в Финляндии впервые открылась специальность «учитель финского жестового языка», обучение на которой занимает 120 недель; обучение на переводчика жестового языка занимает 140 недель.
Во исполнение Закона о телерадиокомпании Yle 1998 года новости ежедневно выходят с переводом на жестовый язык. На всех телеканалах Yle используется телетекст. Евангелическо-лютеранская церковь Финляндии начало перевод Священного Писания на ФЖЯ в 1999 году.

#### Франция
Национальная федерация глухих Франции провела «тихий марш» 17 марта 1999 года, после которого президенту Национального собрания было направлено требование о признании французского жестового языка. Также федерацией ведётся работа по увеличению количества школ, где можно было бы изучать ФЖЯ.
12 октября 2000 года представитель министерства образования обратил внимание на удручающее состояние предлагаемого глухим образования. По запросу Федерации глухих он сравнил имеющиеся у него данные с результатами двуязычного обучения, практикующегося в Тулузе, после чего началось движение за билингвальное образование. Советник министерства образования разослал всем учителям из школ для глухих письма, в которых просил использовать ФЖЯ в обучении.
В 2004 году сенат принял к рассмотрению черновик закона об инвалидах, в котором предлагалось официально признать французский жестовый язык. 11 февраля 2005 года ФЖЯ получил статус «полноценного языка» в Законе об образовании.

#### Чехия
Чешский жестовый язык был юридически признан языком после принятия Закона о жестовом языке 155/1998 Sb («Zákon o znakové řeči 155/1998 Sb»).

#### Швеция
Шведский жестовый язык был официально признан языком глухих в 1981 году. Губернские думы с 1982 года обязаны предоставлять глухим переводчиков при необходимости (при посещении учреждений здравоохранения, на работе и отдыхе и т. д.). С 1983 года обучение глухих детей (в одной из пяти специализированных школ) проходит по билингвальным программам, причём среди персонала школ около трети составляют глухие. С 1995 года все шведские школьники могут выбрать ШЖЯ третьим языком для изучения. Закон об образовании 1998 года с поправками от 1999 года разрешил преподавание на ШЖЯ, хотя шведский и английский остаются обязательными предметами для глухих детей. С 1997 года Швеция предоставляет родителям глухих детей бесплатный четырёхлетний курс шведского жестового языка продолжительностью в 240 часов. В 2003 году профессия переводчика жестового языка была официально признана государством.
В 2009 году был принят Акт о языках (швед. Språklag), который постулировал, что люди, пользующиеся жестовыми языками, должны иметь возможность изучать и пользоваться шведским жестовым языком, а его защита и развитие являются обязанностями государства.